# Kroksztyn

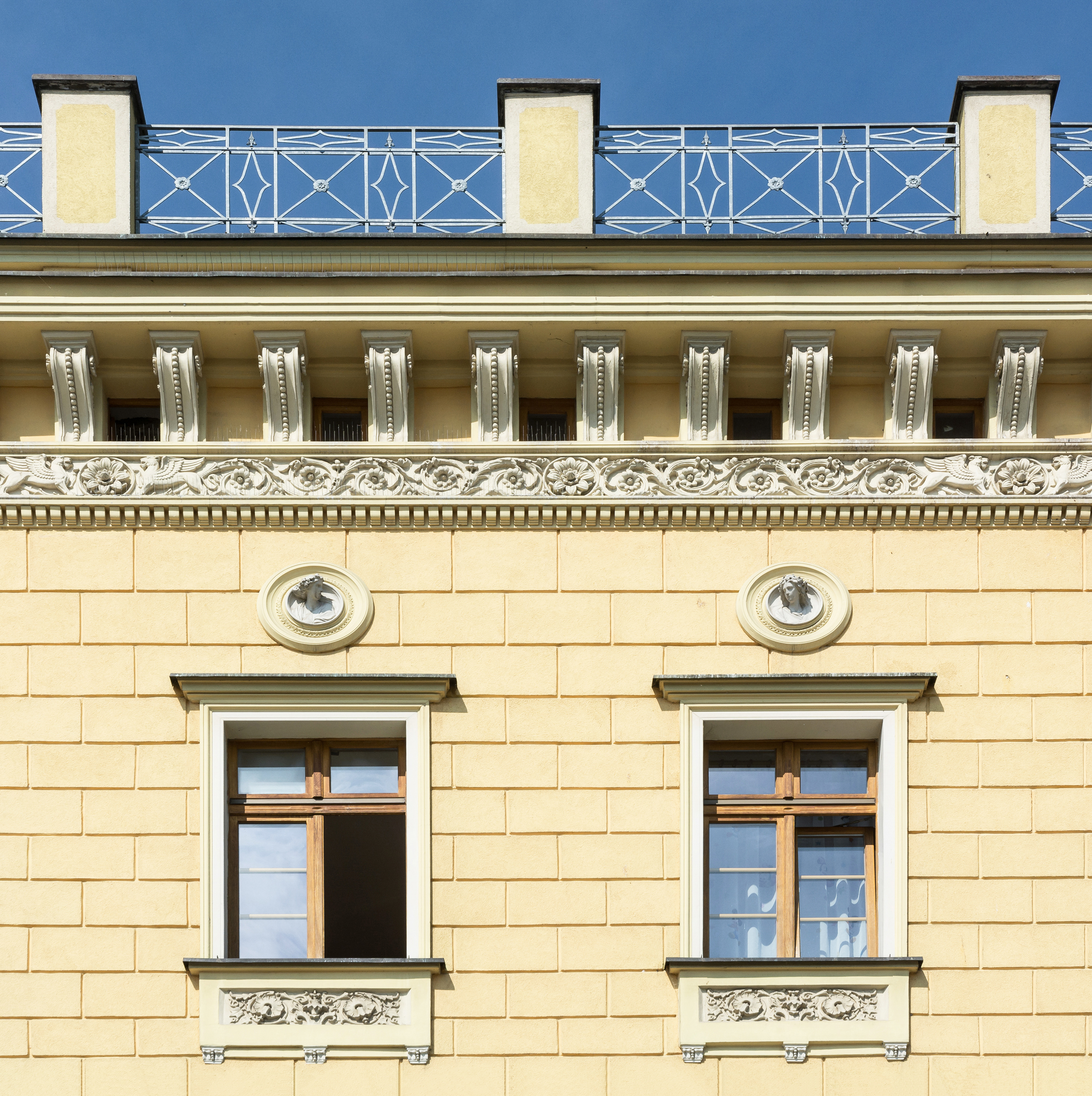
Kroksztyny w Niemczy

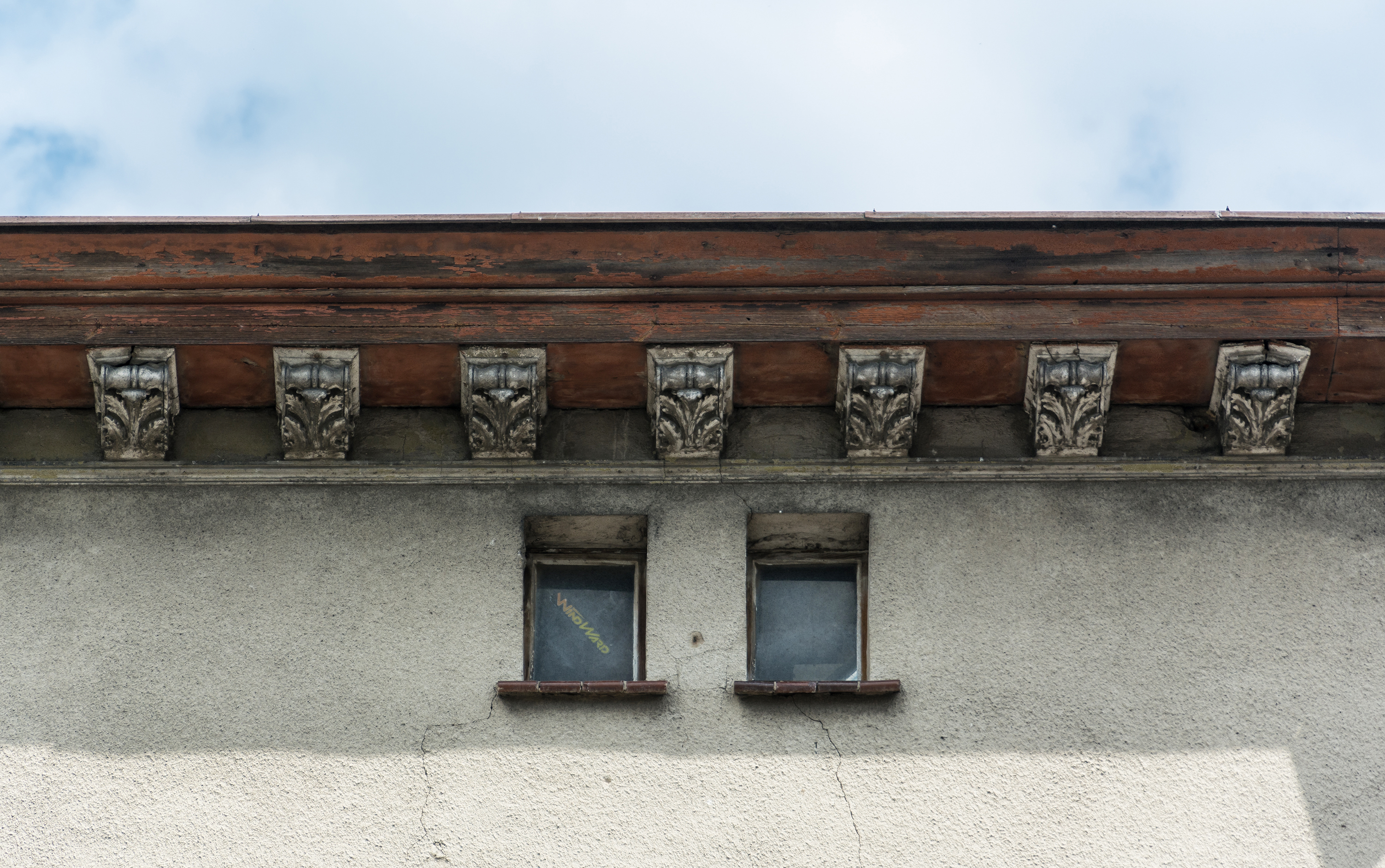
Kroksztyny w Strzelinie

Kroksztyn – architektoniczny element podtrzymujący (np. balkon, wykusz, ganek, gzyms), osadzony w ścianie i wydatnie z niej wystający. Kroksztynem jest również zakończenie belki stropowej, wystającej przed elewację (lico) budynku. Nazwa ta jest używana przy przynajmniej dwóch takich elementach; pojedynczy element nazywany jest wspornikiem. Kroksztyn może mieć kształt prosto zakończonej belki lub bardziej ozdobny (na przykład esownicy lub woluty).